# Halcyon gularis
Halcyon gularis — вид сиворакшеподібних птахів родини рибалочкових (Alcedinidae).

## Таксономія
Раніше він вважався підвидом альціона білогрудого (H. smyrnensis), але був виділений як окремий вид Червоним списком МСОП та BirdLife International у 2014 році, а Міжнародний орнітологічний конгрес наслідував його приклад у 2022 році.

## Поширення
Ендемік Філіппін.